# 패러글라이딩의 날

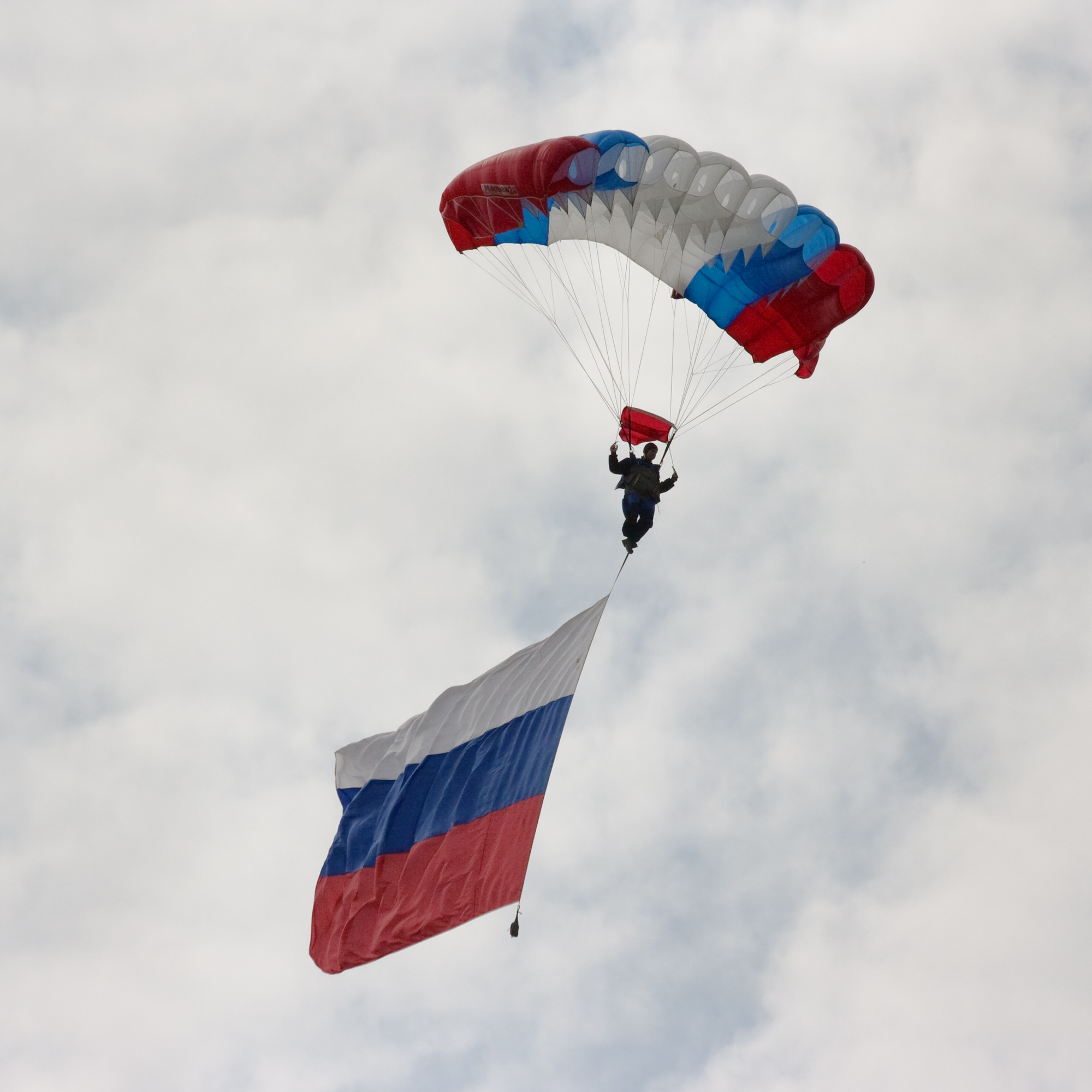
러시아 국기를 들고 페러글라이딩을 하는 시범 공연자의 모습.

낙하산병의 날(러시아어: День парашютиста)은 소련과 러시아의 공휴일로, 매해 7월 26일 프로 및 아마추어 스카이다이빙을 기념하는 날이다.

## 같이 보기
- 공수부대의 날